# Olle Bengtsson (fotbollsspelare)
Olof Ragnar "Olle" Bengtsson, född 28 februari 1908 i Göteborg, död 18 februari 1974 i Göteborg, var en svensk fotbollsspelare (målvakt) som representerade Gais. Han var med och tog allsvenskt guld 1930/1931.
Bengtsson var reserv bakom Manfred Johnsson säsongen 1926/1927 och spelade då tre matcher för sällskapet i allsvenskan. Han blev ordinarie målvakt säsongen därpå och spelade samtliga lagets matcher. Säsongen 1928/1929 delade han och Elis Berntsson på målvaktssysslan med elva matcher vardera, men från säsongen 1929/1930 till 1932/1933 var han åter ordinarie mellan stolparna.
Bengtsson gjorde två A-landskamper för Sverige åren 1930–1932.